# Хаити на Светском првенству у атлетици у дворани 2014.
Хаити је учествовао на Светском првенству у атлетици у дворани 2014. одржаном у Сопоту од 7. до 9. марта. Репрезентацију Хаитија на њеном једанаестом учествовању на светским првенствима у дворани представљао је један атлетичар који се такмичио у троскоку.,
На овом првенству Хаити није освојио ниједну медаљу нити је оборен неки рекорд.

## Учесници
Мушкарци:
- Самир Лејн — Троскок

## Резултати

### Мушкарци
| Атлетичар  | Дисциплина | Лични рекорд | Квалификације | Квалификације | Финале               | Финале       | Детаљи |
| Атлетичар  | Дисциплина | Лични рекорд | Резултат      | Место         | Резултат             | Место        | Детаљи |
| ---------- | ---------- | ------------ | ------------- | ------------- | -------------------- | ------------ | ------ |
| Самир Лејн | Троскок    | 16,91 НР     | 16,13         | 10            | Није се квалификовао | 10 / 11 (12) |        |